# Zastava Čada
Zastava Čada usvojena je 6. studenog 1959.
Sastoji se od okomito raspoređenih boja plave, žute i crvene. Mješavine je francuskih i panafričkih boja.
Problem je gotova identičnost sa zastavom Rumunjske. Zastave su iste još od 1989. kad je Rumunjska sa zastave izbacila simbol komunizma. Jedina razlika je što je nijansa plave na rumunjskoj zastavi tamnija.
Čad traži pomoć UN-a.